# Manuel Lee
Manuel Lee é um ex-jogador profissional de beisebol da República Dominicana.

## Carreira
Manuel Lee foi campeão da World Series 1992 jogando pelo Toronto Blue Jays. Na série de partidas decisiva, sua equipe venceu o Atlanta Braves por 4 jogos a 2.